# زينب غريب
زينب غريب (12 نوفمبر 1992 -) هي ممثلة مصرية.

## حياتها ونِشأتها
وُلدت بالقاهرة في 12 نوفمبر عام 1992، وتخرجت في كلية الآثار، ثُم التحقت بالمعهد العالي للفنون المسرحية لدراسة التمثيل المسرحي، وشاركت بالتمثيل في عدد من الأعمال بالسينما والمسرح والتليفزيون.

## مسيرتها الفنية
درست زينب غريب علم المصريّات بكليّة الآثار، وعملت بعد تخرجها بالتدريس في الجامعة، ثُم تركت عملها والتحقت بالمعهد العالي للفنون المسرحية لدراسة التمثيل، وشاركت في عدد من العروض المسرحية كان أولها مسرحية «الإطار» في عام 2013، كما شاركت في فيلم قصير بعنوان «الفستان» قبل أن تخوض أول تجربة تمثيل احترافية لها في الدراما التليفزيونية في عام 2014 لتشارك في مسلسل سجن النسا. ابعتدت زينب غريب عن التمثيل بعد أدائها لهذا الدور فترة من الوقت بسبب رفض والدها لعملها بالتمثيل فاتجهت لدراسة الإخراج السينمائي قبل أن تعود للتمثيل مُجددا وتقوم بأبرز أدوارها التمثيلية على الأطلاق في مسلسل «100 وش»، وتتوالى أدوارها بعد ذلك في عدد من الأعمال التليفزيونية والسينمائية.

## أعمالها

### الأفلام
- عروستي: صدر في عام 2021.
- فستان (فيلم قصير): صدر في عام 2014.

### المسلسلات
- اتزان: صدر في عام 2022، وقامت فيه بدور أمل.
- تحقيق: صدر في عام 2022، وقامت فيه بدور إسراء.
- إلا أنا (حكاية ضي القمر): صدر في عام 2020، وقامت فيه بدور مريم.
- بـ100 وش: صدر في عام 2020، وقامت فيه بدور رضوى.
- سجن النسا: صدر في عام 2014.

### مسرحيات
- الإطار: عُرضت في عام 2013، وقامت فيها بدور فهيمة.

## وصلات خارجية
- زينب غريب على موقع IMDb (الإنجليزية)
- زينب غريب على موقع قاعدة بيانات الأفلام العربية